# 大西洋大梭蜥魚
大西洋大梭蜥魚（学名：Magnisudis atlantica）為輻鰭魚綱仙女魚目帆蜥魚亞目魣蜥魚科的一種鱼类，其种加词“atlantica”意为“大西洋的”。分布於大西洋、太平洋、北極圈及南極圈海域，為深海魚類，深度0-4750公尺，體長可達56公分，棲息在中層水域，成魚主要活動於溫帶及極圈，繁殖期會至熱帶及副熱帶水域產卵，屬肉食性，生活習性不明。